# Ulundi
Ulundi ist eine Stadt im Distrikt Zululand, Provinz KwaZulu-Natal in Südafrika. Sie war von 1994 bis 2004 gemeinsam mit Pietermaritzburg Hauptstadt der Provinz. Die multikulturell geprägte Stadt ist zudem Sitz des Oberhauptes der Zulu, König Misuzulu Zulu. 2011 hatte Ulundi 19.840 Einwohner.

## Sehenswürdigkeiten
Im Ort befindet sich ein Museum, das sich mit der Kultur der Zulu befasst.
Unweit der Stadt befindet sich das Ezulwini-Tal, auch Tal der Könige genannt.

## Wirtschaft
Ulundis Wirtschaft konzentriert sich insbesondere auf die Lebensmittel- und Tabakindustrie.

## Politik
Immer wieder gab es politische Diskussionen um den Regierungssitz KwaZulu-Natals, den die Zulu-dominierte Inkatha Freedom Party lieber in Ulundi sähe. Seit 2004 befindet er sich in Pietermaritzburg.

## Geschichte
König Cetshwayo gründete Ulundi (deutsch: „hoher Platz“), nachdem er 1873 König geworden war.
1879 war der Ort Schauplatz der letzten Kämpfe (Schlacht bei Ulundi) zwischen Zulu und Briten im Zulukrieg.
Während der Apartheid wurde Ulundi Verwaltungssitz für das Homeland KwaZulu, das 1994 in der Provinz KwaZulu-Natal aufging.